# Надорожнянська сільська рада
| Надорожнянська сільська рада — колишній орган місцевого самоврядування у Тлумацькому районі Івано-Франківської області з адміністративним центром у с. Надорожна. Сільській раді підпорядковані населені пункти: - с. Надорожна |

## Склад ради
Рада складається з 12 депутатів та голови.

### Керівний склад ради
| ПІБ                        | Основні відомості                                                                | Дата обрання | Дата звільнення |
| -------------------------- | -------------------------------------------------------------------------------- | ------------ | --------------- |
| Пронюк Михайло Миколайович | Сільський голова, 1953 року народження, освіта, член Української Народної Партії | 26.03.2006   | 31.10.2010      |
| Пронюк Михайло Миколайович | Сільський голова, 1971 року народження, освіта вища, член Народного Руху України | 31.10.2010   | 05.11.2016      |
| Штиглян Іван Іванович      | Сільський голова 1985 року народження освіта вища. Самовискванець                | 25.10.2016   |                 |

Примітка: таблиця складена за даними джерела